# Antonio Dimitri (carabiniere)
Antonio Dimitri (Castellammare di Stabia, 7 aprile 1967 – Francavilla Fontana, 14 luglio 2000) è stato un militare italiano, Maresciallo Ordinario dell'Arma dei Carabinieri, insignito di medaglia d'oro al valor militare.

## Carriera militare
Figlio di un appuntato dell’Arma dei Carabinieri, conseguito il diploma di ragioniere perito commerciale, a 19 anni si arruolò nell'Arma accedendo direttamente al Corso Sottufficiali nel settembre 1986. Scelse di seguire le orme paterne, intraprendendo la carriera militare con grande determinazione. Dopo aver prestato servizio presso la Stazione Roma - Parrocchietta, passò al Reparto Operativo di Roma, e  il 9 maggio 2000 venne trasferito alla Compagnia Carabinieri di Francavilla Fontana, in provincia di Brindisi, dove fu inserito nell’ambito dell’Operazione Primavera, un’azione finalizzata a contrastare la criminalità organizzata radicata in quell’area.
Il 14 luglio 2000, mentre si trovava in servizio in abiti civili con un collega, notò una rapina in corso presso la sede della Banca Commerciale Italiana di Francavilla Fontana. I due rapinatori stavano uscendo con due ostaggi e un bottino di circa 20 milioni di lire. Senza esitare, Dimitri scese dal veicolo e, cercando di non mettere a rischio l’incolumità degli ostaggi, non aprì il fuoco. Si nascose dietro un albero per tentare un intervento mirato, ma fu colpito mortalmente alle spalle da una scarica di pallettoni calibro 12 esplosa da un terzo complice appostato nei dintorni. Morì sul colpo a soli trentatré anni.
Il suo gesto fu riconosciuto con la Medaglia d’Oro al Valor Militare alla memoria, conferita il 23 ottobre 2000 dal Presidente della Repubblica Carlo Azeglio Ciampi, con una motivazione che ne sottolineava il coraggio, la lucidità operativa e il totale sacrificio in nome del dovere. La sua memoria è stata onorata in numerose occasioni: nel 2005 la Caserma della Compagnia Carabinieri di Manduria è stata intitolata a lui, così come nel 2014 una via della stessa città. Ogni anno vengono organizzate cerimonie commemorative, con la partecipazione di autorità civili e militari, associazioni e cittadini, come la marcia silenziosa promossa da Libera nel 2010 lungo il Viale della Legalità.
Le indagini successive all’omicidio portarono al rinvio a giudizio di sette persone, ma nel 2011 il Tribunale assolse tutti gli imputati per gravi vizi nelle trascrizioni delle intercettazioni ambientali e telefoniche. La sentenza fu confermata in appello nel 2013. Nonostante la mancata condanna dei responsabili, la figura di Antonio Dimitri resta un simbolo di coraggio e rettitudine morale, spesso ricordato in opere e progetti civici come esempio di dedizione totale, capace di andare oltre il semplice adempimento del dovere, fino al sacrificio supremo.
Alla sua memoria è intitolata, dal 7 novembre 2005, la Caserma sede del Comando Compagnia Carabinieri di Manduria (TA) e delle Stazioni di San Donaci (BR) e Leporano (TA).